# SCL사이언스
SCL사이언스(SCL Science Inc.)는 대한민국의 디지털 헬스케어 기업이다. 본사는 서울 영등포구 선유로13길 25에 위치해 있으며 대표이사는 이경률, 백세연 (각자대표)이다. SCL홀딩스가 최대주주이다. 2024년 3월 29일 사명을 이노테라피에서 에스씨엘사이언스로 변경하였다.

## 투자
엘엠케이인사이트의 대표 김경수가 경영권 영향을 목적으로 회사 지분의 7.01%를 매입했다

## 상장
2019년 2월 1일에 대신증권을 주관사로 하여 공모가 18,000원에 코스닥 시장에 상장하였다. 